# Amzat Boukari-Yabara
Amzat Boukari-Yabara es un autor, especialista en historia y activista independiente de Francia. Sus trabajos se enfocan en la historia de África actual y el panafricanismo.

## Biografía
Amzat Boukari-Yabara (Cotonú, Benín en 1981), hijo de un padre de origen beninés y una madre de origen martiniqués. Tras presentar en 2005 una maestría en historia de Brasil en la Sorbona, Amzat Boukari-Yabara consiguió una maestría en ciencias sociales en la Escuela de Estudios Avanzados en Ciencias Sociales (EHESS) en 2007. En 2010, obtuvo su doctorado en Historia y civilizaciones de África en la EHESS, con el título: Walter Rodney (1942-1980): viaje y memoria de un intelectual africano: fragmentos de una historia comprometida del panafricanismo, dirigido por Elikia M'Bokolo.
Catégorie:Article à référence souhaitée
En los años 2011-2012, desempeñó la labor de investigador postdoctoral en GIERSA, Universidad de Montreal, acerca del asunto «Sociedades de África occidental e independencia. Investigaciones visuales e historia moderna.».

## Temas de investigación
Amzat Boukari-Yabara pertenece al movimiento político e histórico del panafricanismo. Se caracteriza por ser africano y caribeño. Sus asuntos de estudio emergen de cuestionamientos personales acerca de su identidad afrodescendiente.
Es escritor de trabajos acerca de Nigeria, Malí, los destacados líderes de las revoluciones y la unidad en África. En Africa Unite! parte del comercio transatlántico de esclavos y el inicio de un movimiento que une a los marginados de su territorio natal y a aquellos que se mantienen en el continente. Específicamente, analiza las principales personalidades del panafricanismo (Kwame Nkrumah, Patrice Lumumba, Julius Nyerere, Thomas Sankara, Martin Luther King, Malcolm X y Stokely Carmichael) y se cuestiona sobre el porvenir de este movimiento político a nivel global. 